# (4831) Baldwin
(4831) Baldwin ist ein Asteroid des Hauptgürtels, der am 14. September 1988 vom US-amerikanischen Astronomen Schelte John Bus am Cerro Tololo Inter-American Observatory (IAU-Code 807) in Chile entdeckt wurde.
Der Asteroid gehört zur Themis-Familie, einer Gruppe von Asteroiden, die nach (24) Themis benannt wurde.
(4831) Baldwin wurde am 13. Oktober 2000 nach dem US-amerikanischen Planetologen Ralph Belknap Baldwin (1912–2010) benannt.